# Aqueduc de l'Agua de Prata
L'aqueduc de l'Agua de Prata (en portugais : Aqueduto da Água de Prata, ou Aqueduto da Água da Prata, ou Aqueduto da Prata : littéralement « aqueduc des Eaux d'Argent ») est un complexe d'installations hydrauliques ayant pour but d'alimenter en eau la ville d'Évora, au Portugal. 
Inauguré en 1537, il fut construit sous le règne de Jean III par l'architecte du roi Francisco de Arruda.
L'aqueduc transporte l'eau des sources de Graça do Divor sur une distance d'environ 18 km jusqu'à Évora. Il est un des rares aqueducs de cette époque à être encore en fonction, contribuant à l'alimentation en eau de la ville.

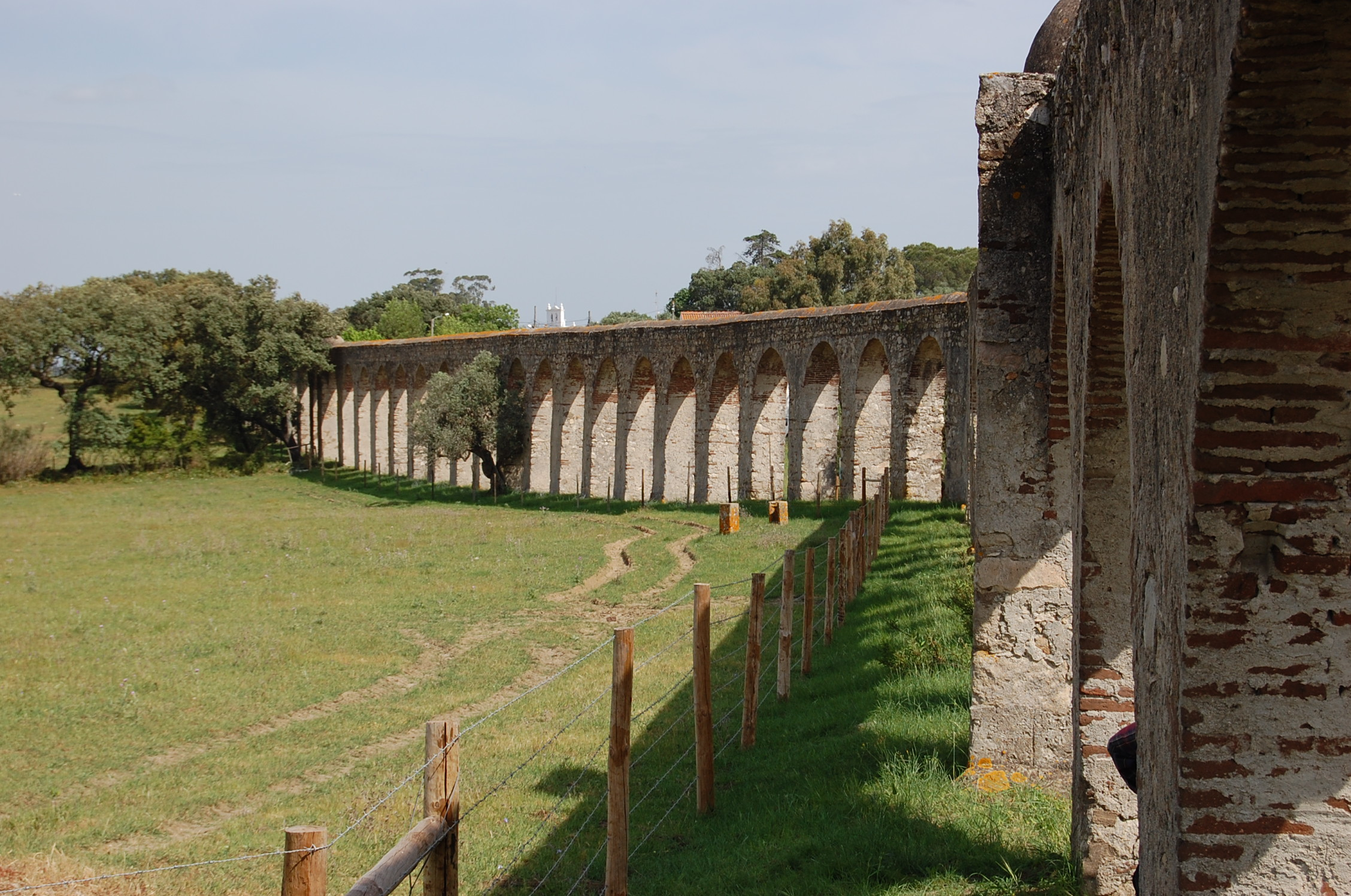
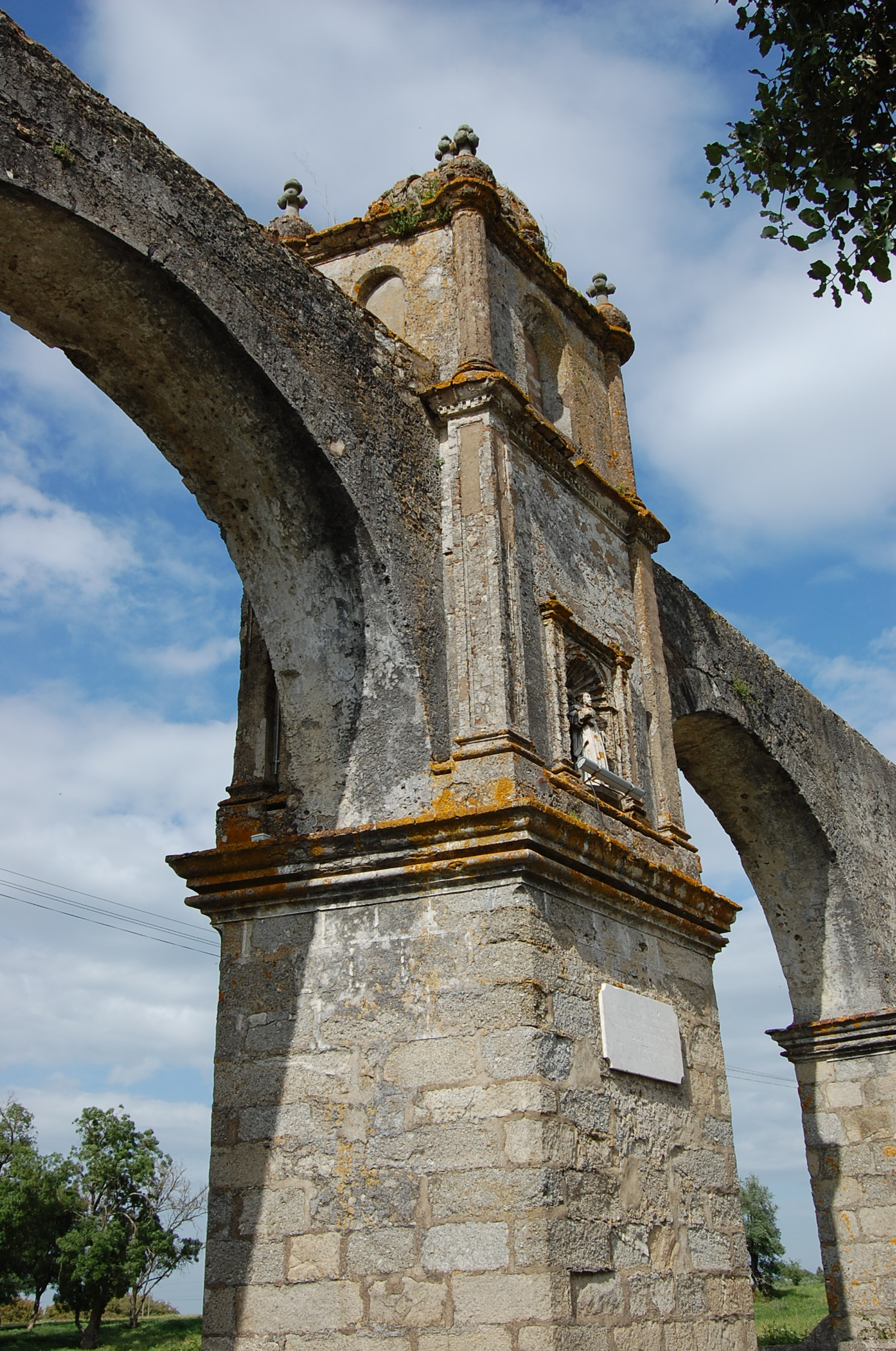
Arches, regard.
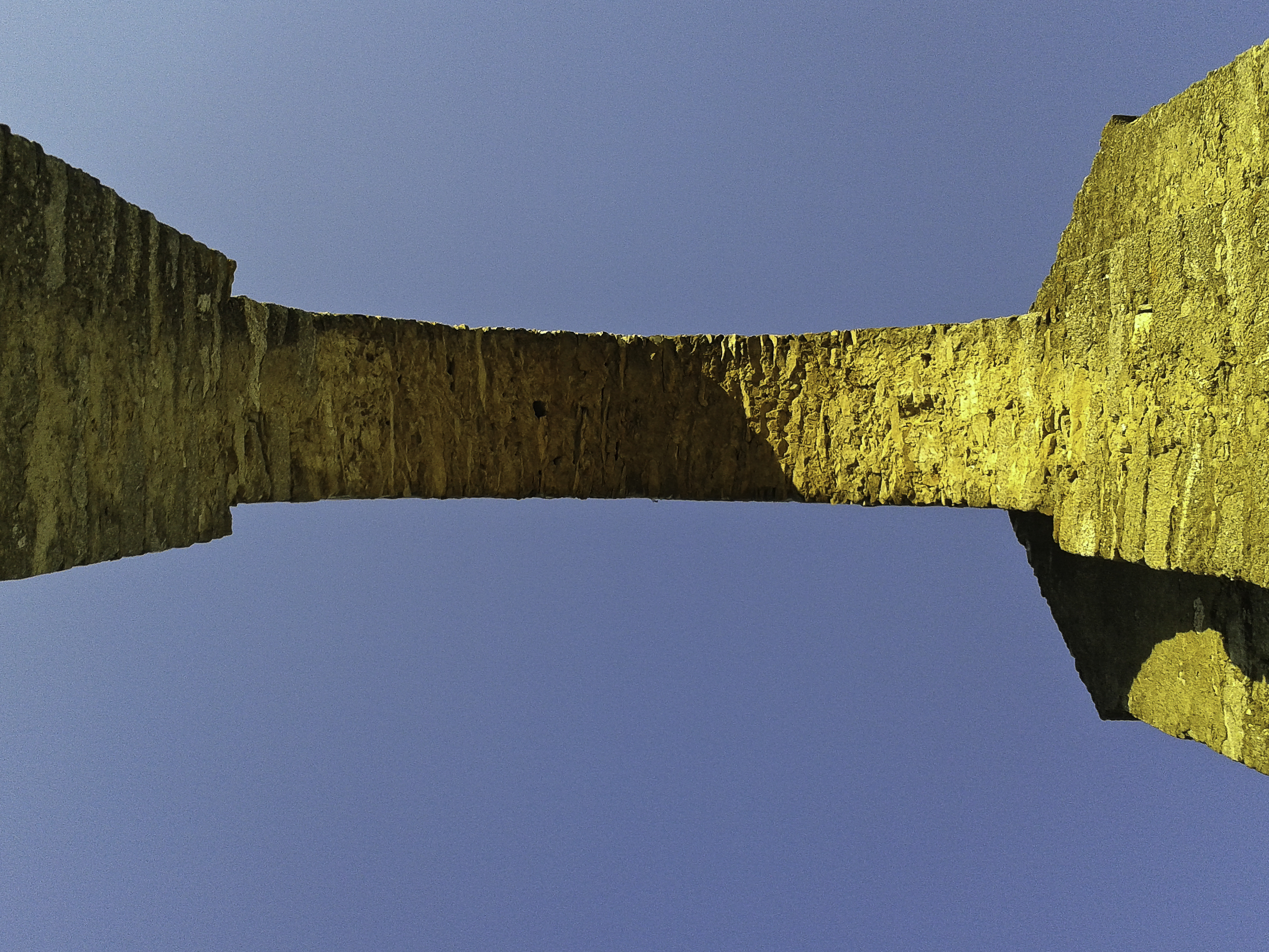

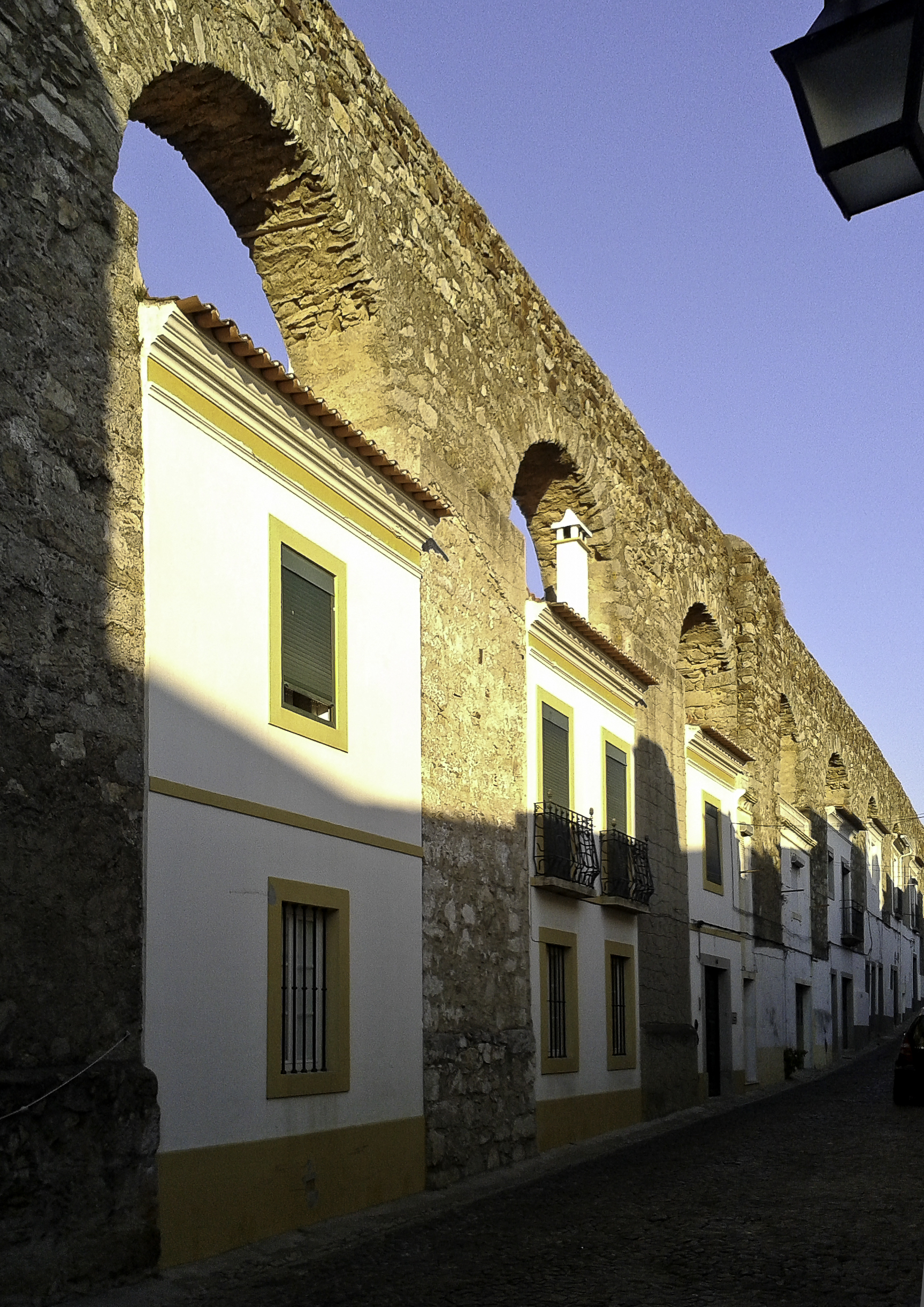
Maisons de la Rua do Cano, à Évora
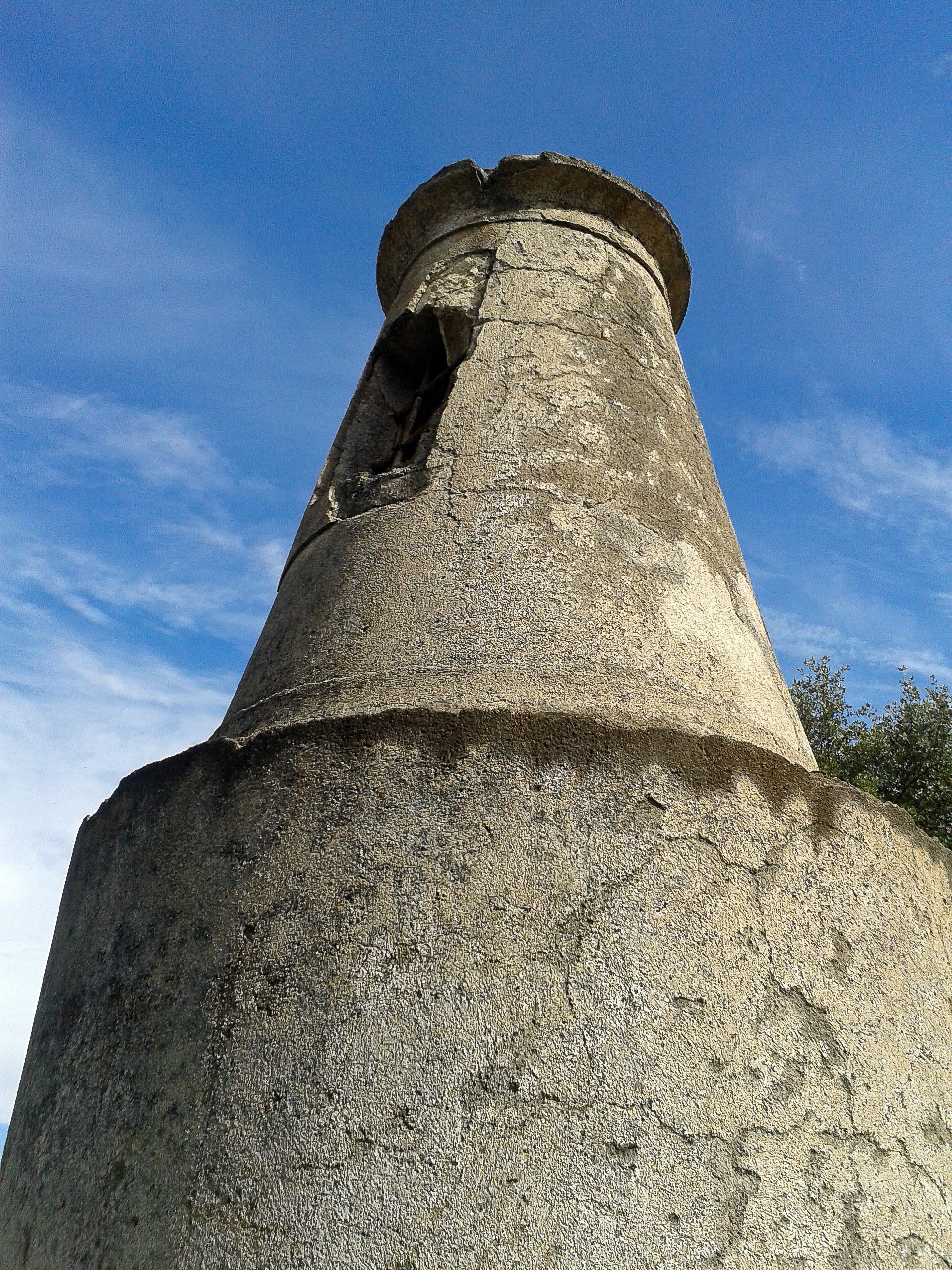
Cheminée de ventilation de l'aqueduc
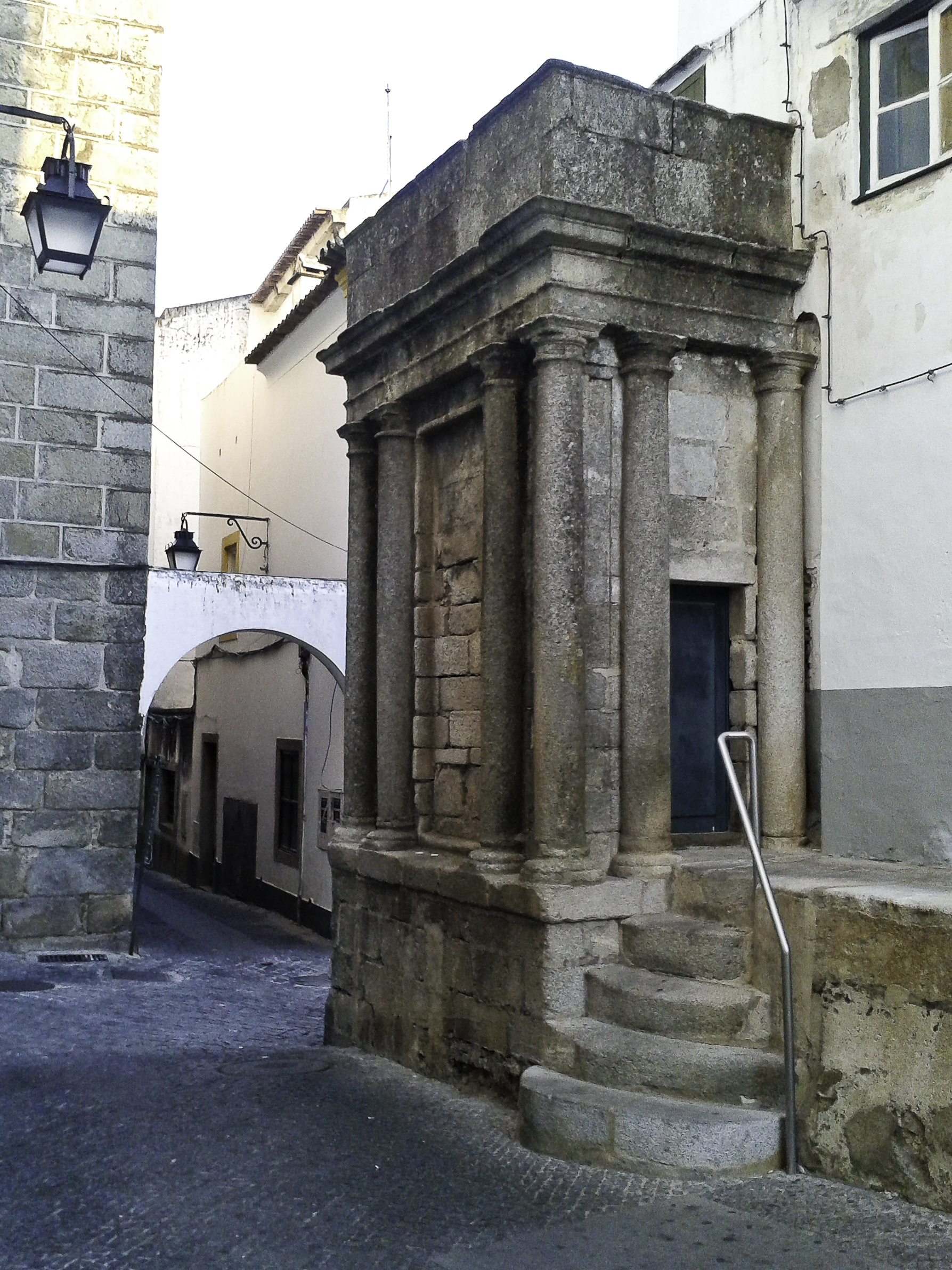
Regard et fontaine publique

## Sources, références
- Cette page est en partie issue de la traduction de l'article homologue de Wikipédia en portugais.

1. ↑  Diário do Governo, « Decreto de 16-06-1910, DG n.º 136, de 23-06-1910 », www.igespar.pt, 10 août 2013 (consulté le 19 août 2013)
2. ↑  C.M.E., « O abastecimento de água na cidade de Évora, do passado à actualidade », www.cm-evora.pt (consulté le 19 août 2013)